# 孔蘇埃洛·岡薩雷斯
孔蘇埃洛·岡薩雷斯（Consuelo González，全名Consuelo González de Perdomo，1950年7月20日—），出生於哥倫比亞乌伊拉省的皮塔利托，是哥倫比亞政治人物。她屬於哥倫比亞自由黨。2001年9月10日遭哥倫比亞革命武裝力量綁架，直到2008年1月10日才獲得釋放。

## 參照
- 人道交易（Intercambio Humanitario（英语：Humanitarian exchange））
- 伊曼紐行動（Operación Emmanuel（英语：Operation Emmanuel））